# Into the Future
Into the Future è il nono album in studio del gruppo musicale del gruppo hardcore punk statunitense Bad Brains, pubblicato nel 2012.

## Tracce
1. Into the Future – 2:43
2. Popcorn – 3:12
3. We Belong Together – 1:39
4. Youth of Today – 3:25
5. RubADub Love – 2:35
6. Yes I – 1:28
7. Suck Sess – 1:53
8. Jah Love – 3:35
9. Earnest Love – 3:14
10. Come Down – 1:25
11. Fun – 3:47
12. Maybe a Joyful Noise – 4:43
13. MCA Dub – 3:47

## Formazione
- H.R. - voce
- Dr. Know - chitarra
- Darryl Jenifer - basso
- Earl Hudson - batteria